# Ackord (ekonomi)
Ackord är enligt svensk rätt  en frivillig eller efter majoritetsbeslut sluten ekonomisk uppgörelse, i vissa fall stadfäst genom rättens beslut, mellan en fysisk eller juridisk person (eller dennes rättsinnehavare) å ena sidan och hans fordringsägare å andra, varigenom vissa eller samtliga för personen utestående fordringar slutligen regleras. Syftet med ackordet är att snabbt eller inom kort tid lösa en obeståndssituation.

## Olika former och typer av ackord
Ackord kan vara
- frivilligt ackord (underhandsackord), som är en helt frivillig uppgörelse mellan den som fordringar riktas (gäldenär) och en eller flera fordringsägare (borgenärer). Ackordet ingås i stort sett utan formkrav som ett vanligt avtal och lyder under allmänna avtalsrättsliga principer. Fordringar som tillkommer staten regleras i lag och kan inte omfatta skulder enligt studiestödslagen av 1973 respektive 1999. Företrädare för staten är ifråga om sådana fordringar i huvudsak förhindrad att anta förslag till ackord som inte kan anses som gynnsamma för staten.
- offentligt ackord (tvångsackord) är ett förfarande där en kvalificerad majoritet av borgenärerna kan samtycka till ackord, som sedan fastställs att gälla för samtliga borgenärer, kända som okända, enligt konkurslagen respektive lagen om företagsrekonstruktion. Borgenärer med förmånsrätt enligt förmånsrättslagen förutsätts här få betalt fullt ut för sina fordringar.

Rättsverkningarna av beslut om skuldsanering enligt skuldsaneringslagen är sådana att samtliga en fysisk persons fordringar skrivs ner helt eller delvis oavsett samtycke från borgenärer efter en period av 5 år förutsatt att gäldenären följt en av rätten meddelad betalningsplan.
- Dividendackord betyder att en fordran betalas med viss procentsats.
- Moratorieackord betyder att gäldenären får anstånd med betalning.
- Avvecklingsackord betyder att gäldenärens tillgångar överlämnas till borgenärerna som sedan likviderar dessa till täckande av fordringarna.

## Företagsrekonstruktion
Ackordet förekommer vanligast i företagsrekonstruktioner, då mellan gäldenären, som är eller inom kort bedöms vara på obestånd och dennes samtliga enligt förmånsrättslagen ej prioriterade borgenärer. Gäldenären företräds av en rekonstruktör utsedd av rätten. Fordringsägarna är vid accept av ackordet beredda att avstå från delar av sina fordringar, ofta beroende på att de vid en konkurs skulle erhålla sämre utdelning eller därför att de efter en framgångsrik företagsrekonstruktion kan förvänta sig fortsatta affärer med gäldenären. För ackord krävs samtycke från en kvalificerad majoritet av borgenärerna. 
Lagen om företagsrekonstruktion började gälla 1996. Syftet med lagstiftningen var att minska antalet konkurser och öka möjligheterna för företag på obestånd att fortsätta sin verksamhet.

## Skatterättsliga effekter
Enligt rättspraxis är den redovisningsmässiga vinst som en näringsidkande gäldenär gör vid genomförandet av ett ackord skattefri (RÅ 1963 ref. 48). Kostnaderna för själva ackordets genomförande är till följd av detta på grund av den skatterättsliga reciprocitetsprincipen inte skattemässigt avdragsgilla.

## Historik
I Sverige har ackord som binder ihop okänd borgenär och borgenär som inte själv samtycker och utan föregående konkurs varit möjligt sedan 1921. Möjligheterna för privatpersoner att nå ackordsuppgörelser kan sägas ha underlättats av 1994 års lag om skuldsanering. 1996 kom sedan företagsrekonstruktionslagen som innebär lättnader för näringsidkare i behov av ackordsuppgörelser. Borgenärers rätt har under senare år stärkts dels genom möjligheterna till företagsinteckning eller företagshypotek, införda på 1980-talet och genom att skattefordringar sedan 2004 inte längre har förmånsrätt i konkurs eller företagsrekonstruktion utan är gynnade enbart genom att det inte är möjligt att få återvinning av skattebetalningar.